# John Calhoun Bell
John Calhoun Bell, né le 11 décembre 1851 à Sewanee et mort le 12 août 1933 à Montrose, est un homme politique américain.